# Kolonkwane
Kolonkwane, auch Kolonkwaneng, ist ein Ort im Kgalagadi District von Botswana.

## Geographie
Kolonkwane ist eine ländliche Siedlung und liegt an der Grenze zwischen Botswana und Südafrika in der Nähe des periodischen Flusses Molopo. Im Ort gibt es eine Grundschule.

## Verkehr
Die Ortschaft ist über eine Landstraße zu erreichen, die vom Südwesten aus Bokspits heranführt und nach Tshabong verläuft.